# ژرژ آلبرتو دا کوستا سیلوا
ژرژ آلبرتو دا کوستا سیلوا (پرتغالی: Jorge Alberto da Costa Silva؛ زادهٔ ۳۱ دسامبر ۱۹۷۰) که عموماً با نام ژرژائو شناخته می‌شود، یک بازیکن فوتبال اهل برزیل است.

## باشگاهی
از باشگاه‌هایی که در آن بازی کرده‌است می‌توان به کوریتیبا، گرمیو، دفنسور اسپورتینگ، ناسیونال مونته‌ویدئو و تیانجین تدا اشاره کرد.